# Apechthis rapae
Apechthis rapae là một loài tò vò trong họ Ichneumonidae.